# Tristan Vautier

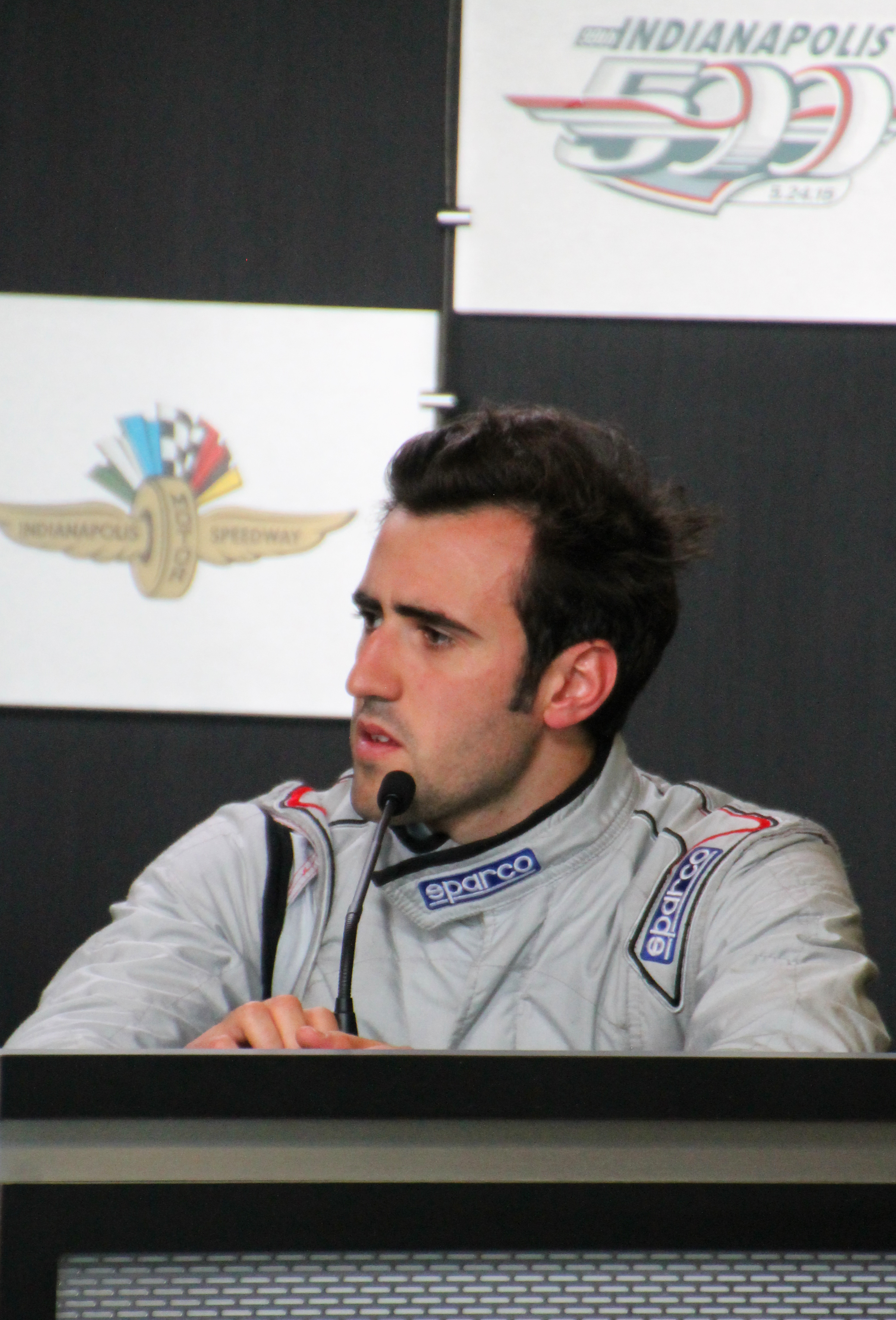
Tristan Vautier 2015

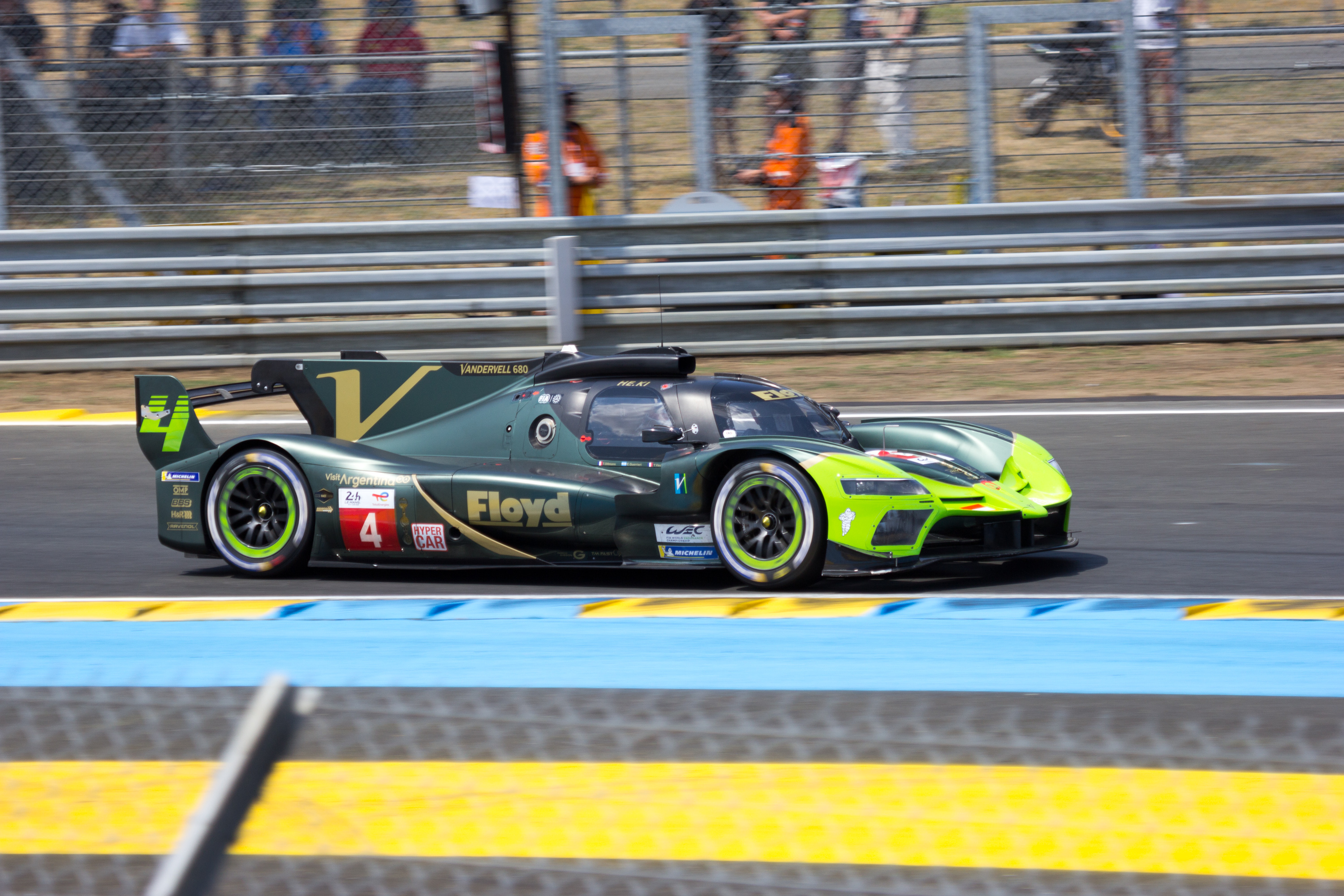
Der von Tristan Vautier beim 24-Stunden-Rennen von Le Mans 2023 gefahrene Vanwall Vandervell 680

Tristan Vautier (* 22. August 1989 in Saint-Martin-d’Hères, Département Isère) ist ein französischer Automobilrennfahrer. Er wurde 2011 Meister der Star Mazda Series und 2012 Meister der Indy Lights. 2013 und 2015 trat er in der IndyCar Series an. 2018 wurde er Meister in der Intercontinental GT Challenge.

## Karriere
Vautier begann seine Motorsportkarriere 2006 in der französischen Formel Renault Campus, in der er auf Anhieb den Vizemeistertitel gewann. Er war dabei punktgleich mit seinem Teamkollegen Kévin Estre, der allerdings bessere Platzierungen vorzuweisen hatte. 2007 wechselte er in die französische Formel Renault und belegte ohne Rennsieg gemeinsam mit Charles Pic den vierten Platz im Gesamtklassement. 2008 wechselte Vautier in die westeuropäische Formel Renault und belegte den sechsten Gesamtrang. 2009 ging Vautier in der Formel Palmer Audi an den Start. Mit sechs Siegen erreichte er den vierten Platz in der Gesamtwertung. Beim letzten Rennwochenende der Formel-2-Saison 2009 gab er als Ersatz für Edoardo Piscopo sein Debüt in der Formel 2. Er zeigte eine gute Leistung und erzielte bereits bei seinem ersten Rennen als Dritter eine Podest-Platzierung. Darüber hinaus debütierte Vautier 2009 im GT-Sport und nahm an der französischen GT-Meisterschaft teil. Mit einem Sieg wurde er 13. in der GT3-Wertung. Außerdem nahm Vautier zwischen 2007 und 2009 an einigen Rennen des Formel Renault 2.0 Eurocups teil.
2010 verließ Vautier Europa und wechselte in die nordamerikanische Star Mazda Series zu Andersen Racing. Neben Conor Daly, der den Meistertitel gewann, war Vautier der einzige Rennfahrer, der mehr als ein Rennen gewann. Dennoch belegte er mit zwei Siegen den fünften Platz in der Fahrerwertung, während sein Teamkollege Anders Krohn ohne Sieg Vizemeister wurde. 2011 bestritt Vautier seine zweite Saison in der Star Mazda Series und wechselte zu JDC Motorsports. Er gewann vier Rennen und entschied die Meisterschaft mit 426 zu 401 Punkten gegen Connor De Phillippi für sich. Als Belohnung für den Titelgewinn erhielt Vautier für 2012 finanzielle Unterstützung und ging in der Indy Lights für Sam Schmidt Motorsports, dem Meisterteam des Vorjahrs, an den Start. Es gelang ihm auf Anhieb beim Saisonauftakt in St. Petersburg von der Pole-Position startend einen Start-Ziel-Sieg zu erzielen. Darüber hinaus fuhr er die schnellste Runde. Er ist der zehnte Pilot, der sein Indy-Lights-Debüt gewann. Im weiteren Saisonverlauf gewann Vautier drei Rennen. Bei zweien von diesen erzielte er sowohl Pole-Position als auch die schnellste Rennrunde und führte das Rennen die meisten Runden an. Am Saisonende setzte sich Vautier mit 461 zu 453 Punkten gegen seinen Teamkollegen Esteban Guerrieri durch und gewann die Gesamtwertung der Indy Lights. Darüber hinaus nahm Vautier in Europa an einem Langstreckenrennen der Blancpain Endurance Series teil.
2013 bestritt Vautier die komplette Saison der IndyCar Series. Er blieb bei seinem Rennstall, der 2013 unter dem Namen Schmidt Peterson Motorsports antrat. Bei seinem Debütrennen, dem Honda Grand Prix of St. Petersburg, qualifizierte sich Vautier auf dem sechsten Platz und fuhr bis zu einem technisch bedingten Ausfall in der Spitzengruppe mit. Im folgenden Rennen in Birmingham erreichte er als Zehnter seine einzige Top-10-Platzierung der Saison. Während sein Teamkollege Simon Pagenaud mit 508 Punkten Gesamtdritter wurde, schloss Vautier seine Debütsaison auf dem 20. Platz als bester Neueinsteiger ab. Er war allerdings auch der einzige Neuling, der die komplette Saison absolviert hatte. Darüber hinaus nahm Vautier 2013 an zwei Rennen der F1600 Championship Series und einem Rennen der Rolex Sports Car Series teil.
2014 war Vautier ohne Vollzeitcockpit. Für SpeedSource Race Engineering nahm er an vier Rennen der neugegründeten United SportsCar Championship (USCC) teil. Außerdem trat er für Sofrev ASP zu einem Rennen der Blancpain Endurance Series an. 2015 stieg Vautier zum Indianapolis 500 für Dale Coyne Racing in die IndyCar Series ein. Ursprünglich sollte er das Fahrzeug #19 nur für James Davison, der beim Qualifying verhindert war, qualifizieren. Da sich jedoch Carlos Huertas, der Fahrer des zweiten Fahrzeugs mit der #18, verletzt hatte, übernahm Vautier nach dem Qualifying dessen Fahrzeug und trat zum Rennen an. Anschließend erhielt Vautier das Fahrzeug mit der #19 für die restliche Saison und erreichte den 22. Gesamtrang. Darüber hinaus nahm Vautier an einem Rennen der United SportsCar Championship und für AKKA ASP an zwei Rennen der Blancpain Endurance Series teil.
2018 gewann er die Fahrermeisterschaft in der Intercontinental GT Challenge als Mercedes-Fahrer.

## Statistik

### Karrierestationen
| - 2006: Französische Formel Renault Campus (Platz 2) - 2007: Französische Formel Renault (Platz 4) - 2007: Formel Renault 2.0 Eurocup (Platz 15) - 2008: Westeuropäische Formel Renault (Platz 6) - 2008: Formel Renault 2.0 Eurocup (Platz 29) - 2009: Formel Palmer Audi (Platz 4) - 2009: Formel 2 (Platz 13) - 2009: Formel Renault 2.0 Eurocup - 2009: Französische GT, GT3 (Platz 13) - 2010: Star Mazda Series (Platz 5) - 2011: Star Mazda Series (Meister) - 2012: Indy Lights (Meister) | - 2012: Blancpain Endurance Series, Pro-Am (Platz 28) - 2013: IndyCar Series (Platz 20) - 2013: F1600 Championship Series (Platz 22) - 2013: Rolex Sports Car Series, GX (Platz 14) - 2014: USCC, Prototype (Platz 30) - 2014: Blancpain Endurance Series, Pro-Am (Platz 26) - 2015: IndyCar Series (Platz 22) - 2015: USCC, PC (Platz 35) - 2015: Blancpain Endurance Series, Pro (Platz 21) - 2015: Blancpain Endurance Series, Pro-Am (Platz 30) - 2016: Intercontinental GT Challenge (Platz 6) - 2016: Blancpain Endurance Series (Platz 22) | - 2016: Blancpain GT Series Sprint Cup (Platz 7) - 2017: IndyCar Series (Platz 36) - 2017: Blancpain GT Series Endurance Cup, Pro (Platz 14) - 2017: WSCC, GTD (Platz 19) - 2018: Intercontinental GT Challenge (Meister) - 2018: Blancpain GT Series Endurance Cup, Pro (Platz 3) - 2018: WSCC, P (Platz 24) - 2019: Intercontinental GT Challenge (Platz 35) - 2019: WSCC, DPi (Platz 11) |

### Einzelergebnisse in der IndyCar Series
| Jahr | Team                        | 1   | 2   | 3   | 4   | 5    | 6    | 7   | 8   | 9   | 10   | 11   | 12  | 13  | 14  | 15   | 16   | 17  | 18  | 19  | Punkte | Rang |
| ---- | --------------------------- | --- | --- | --- | --- | ---- | ---- | --- | --- | --- | ---- | ---- | --- | --- | --- | ---- | ---- | --- | --- | --- | ------ | ---- |
| 2013 | Schmidt Peterson Motorsport | STP | ALA | LBH | SAO | INDY | DET  | DET | TXS | MIL | IOW  | POC  | TOR | TOR | MDO | SNM  | BAL  | HOU | HOU | FON | 266    | 20.  |
| 2013 | Schmidt Peterson Motorsport | 21  | 10  | 17  | 16  | 1628 | 11   | 14° | 18  | 21  | 13   | 19   | 19  | 16  | 21  | 12   | 11°  | 22  | 11  | 21  | 266    | 20.  |
| 2015 | Dale Coyne Racing           | STP | NOL | LBH | ALA | IMS  | INDY | DET | DET | TXS | TOR  | FON  | MIL | IOW | MDO | POC  | SNM  |     |     |     | 172    | 22.  |
| 2015 | Dale Coyne Racing           |     |     |     |     |      | 28   | 17  | 4   | 20  | 17   | 17   | 16  | 12  | 6°  | 21   | 23   |     |     |     | 172    | 22.  |
| 2017 | Dale Coyne Racing           | STP | LBH | ALA | PHO | IMS  | INDY | DET | DET | TXS | ROA  | IOW  | TOR | MDO | POC | STL  | WGL  | SNM |     |     | 15     | 36.  |
| 2017 | Dale Coyne Racing           |     |     |     |     |      |      | 16° |     |     |      |      |     |     |     |      |      |     |     |     | 15     | 36.  |
| 2024 | Dale Coyne Racing           | STP | LBH | ALA | IMS | INDY | DET  | ROA | LAG | MDO | IOW1 | IOW2 | TOR | GAT | POR | MIL1 | MIL2 | NSH |     |     | 12     | 38.  |
| 2024 | Dale Coyne Racing           |     |     |     | 18  |      |      |     |     |     |      |      |     |     |     |      |      |     |     |     | 12     | 38.  |

(Legende)

### Le-Mans-Ergebnisse
| Jahr | Team                      | Fahrzeug               | Teamkollege          | Teamkollege       | Platzierung | Ausfallgrund |
| ---- | ------------------------- | ---------------------- | -------------------- | ----------------- | ----------- | ------------ |
| 2022 | ARC Bratislava            | Oreca 07               | Bent Viscaal         | Miroslav Konôpka  | Rang 26     |              |
| 2023 | Floyd Vanwall Racing Team | Vanwall Vandervell 680 | Tom Dillmann         | Esteban Guerrieri | Ausfall     | Motorschaden |
| 2025 | CLX Pure Rxcing           | Oreca 07               | Aljaksandar Malychin | Tom Blomqvist     | Rang 32     |              |

### Sebring-Ergebnisse
| Jahr | Team                                    | Fahrzeug         | Teamkollege        | Teamkollege       | Platzierung | Ausfallgrund |
| ---- | --------------------------------------- | ---------------- | ------------------ | ----------------- | ----------- | ------------ |
| 2014 | Speedsource                             | Lola B12/80      | Tristan Nunez      | Joel Miller       | Ausfall     | Defekt       |
| 2017 | SunEnergy1 Racing                       | Mercedes-AMG GT3 | Kenny Habul        | Boris Said III    | Rang 18     |              |
| 2018 | Spirit of Daytona Racing                | Cadillac DPi-V.R | Matt McMurry       | Eddie Cheever III | Ausfall     | Unfall       |
| 2019 | JDC-Miller Motorsports                  | Cadillac DPi-V.R | Juan Piedrahita    | Mikhail Goikhberg | Rang 7      |              |
| 2020 | JDC-Miller Motorsports                  | Cadillac DPi V.R | Sébastien Bourdais | Loïc Duval        | Rang 5      |              |
| 2021 | Mustang Sampling JDC-Miller MotorSports | Cadillac DPi V.R | Sébastien Bourdais | Loïc Duval        | Gesamtsieg  |              |
| 2022 | JDC-Miller MotorSports                  | Cadillac DPi V.R | Richard Westbrook  | Loïc Duval        | Rang 2      |              |
| 2025 | Proton Competiton                       | Porsche 963      | Nico Pino          | Neel Jani         | Rang 6      |              |

### Einzelergebnisse in der FIA-Langstrecken-Weltmeisterschaft
| Saison | Team            | Rennwagen              | 1   | 2   | 3   | 4   | 5   | 6   | 7   | 8   |
| ------ | --------------- | ---------------------- | --- | --- | --- | --- | --- | --- | --- | --- |
| 2022   | ARC Bratislava  | Oreca 07               | SEB | SPA | LEM | MON | FUJ | BAH |     |     |
| 2022   | ARC Bratislava  | Oreca 07               | 26  |     |     |     |     |     |     |     |
| 2023   | Vanwall Racing  | Vanwall Vandervell 680 | SEB | POR | SPA | LEM | MON | FUJ | BAH |     |
| 2023   | Vanwall Racing  | Vanwall Vandervell 680 |     |     |     | DNF | 20  | 22  | 33  |     |
| 2025   | CLX Pure Racing | Oreca 07               | KAT | IMO | SPA | LEM | SAO | AUS | FUJ | BAH |
| 2025   | CLX Pure Racing | Oreca 07               | 32  |     |     |     |     |     |     |     |